# George King (botaniste)
Pour les articles homonymes, voir George King et King.
Sir George King est un botaniste britannique, né le 12 avril 1840 et mort le 12 février 1909.
Il commence à diriger le jardin botanique de Calcutta en 1871 et devient le premier directeur du Service de recherche botanique d’Inde en 1890. Il reçoit la médaille linnéenne en 1901.